# سیارک ۹۸۳۶
سیارک ۹۸۳۶ (به انگلیسی: 9836 Aarseth، نامگذاری:1985TU) نه هزار و هشتصد و سی و ششمین سیارک کشف شده‌است که در ۱۵ اکتبر ۱۹۸۵ کشف شد.
قدر مطلق سیارک برابر ۱۴٫۱۰ است.